# Le Pont-Chrétien-Chabenet
Pour les articles homonymes, voir Pont (toponyme).
Le Pont-Chrétien-Chabenet est une commune française située dans le département de l'Indre, en région Centre-Val de Loire.

## Géographie

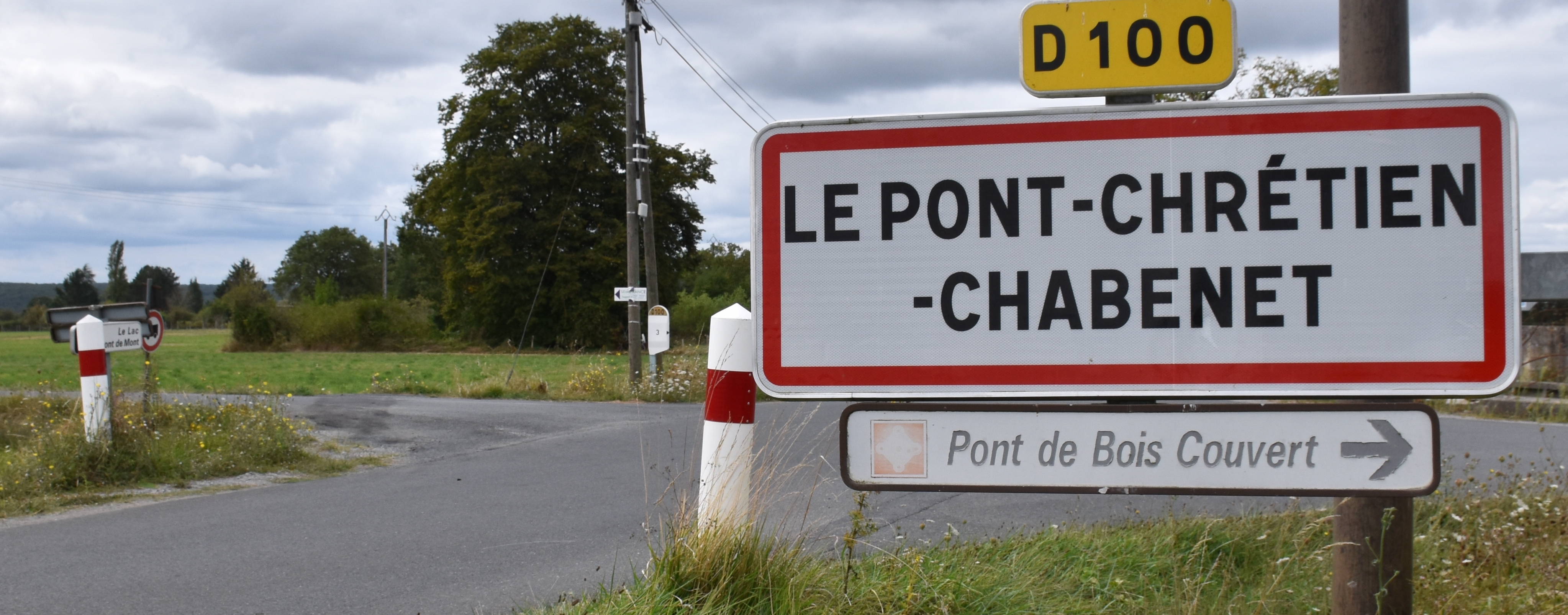
Une entrée du bourg.

### Localisation
La commune est située dans le sud du département, dans la région naturelle du Boischaut Sud. Elle est formée de deux villages : Le Pont-Chrétien et Chabenet.
Les communes limitrophes sont : Chasseneuil (2 km), Thenay (4 km), Saint-Marcel (4 km) et Tendu (6 km).
Les communes chefs-lieux et préfectorales sont : Argenton-sur-Creuse (6 km), Châteauroux (26 km), Le Blanc (32 km), La Châtre (39 km) et Issoudun (52 km).

### Hameaux et lieux-dits

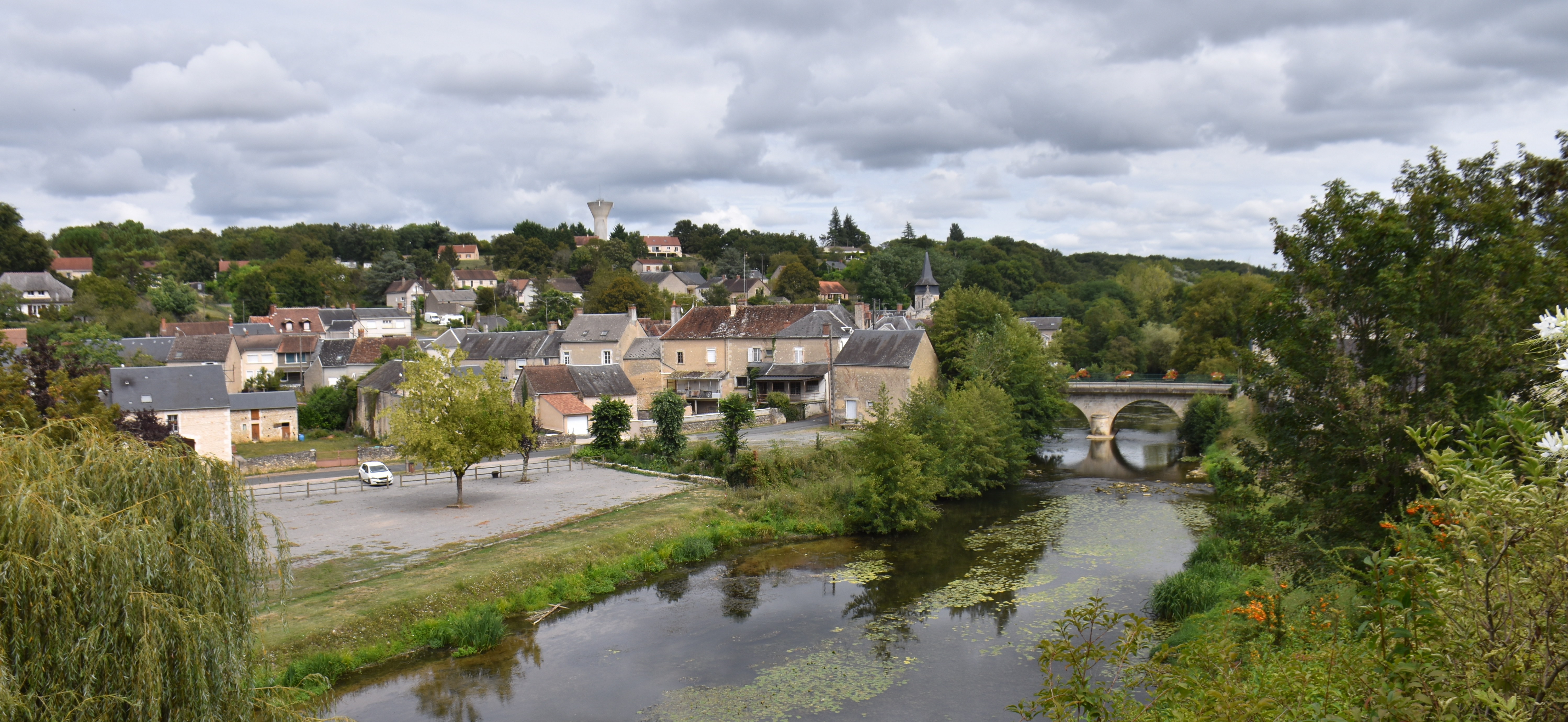
Panorama du village depuis les hauteurs de la mairie.

Les hameaux et lieux-dits de la commune sont : les Petites Roches, les Grandes Roches, la Reverderie, les Lutons, le Lac, Bel-Air et la Baronne.

### Géologie et hydrographie
Le Pont-Chrétien-Chabenet dispose d'une cavité souterraine naturelle nommé « Gouffre aux Rhinolophes ».
La commune est classée en zone de sismicité 2, correspondant à une sismicité faible.
Le territoire communal est arrosé par les rivières Creuse et Bouzanne. Le confluent de ces deux cours d'eau est sur le territoire de la commune.

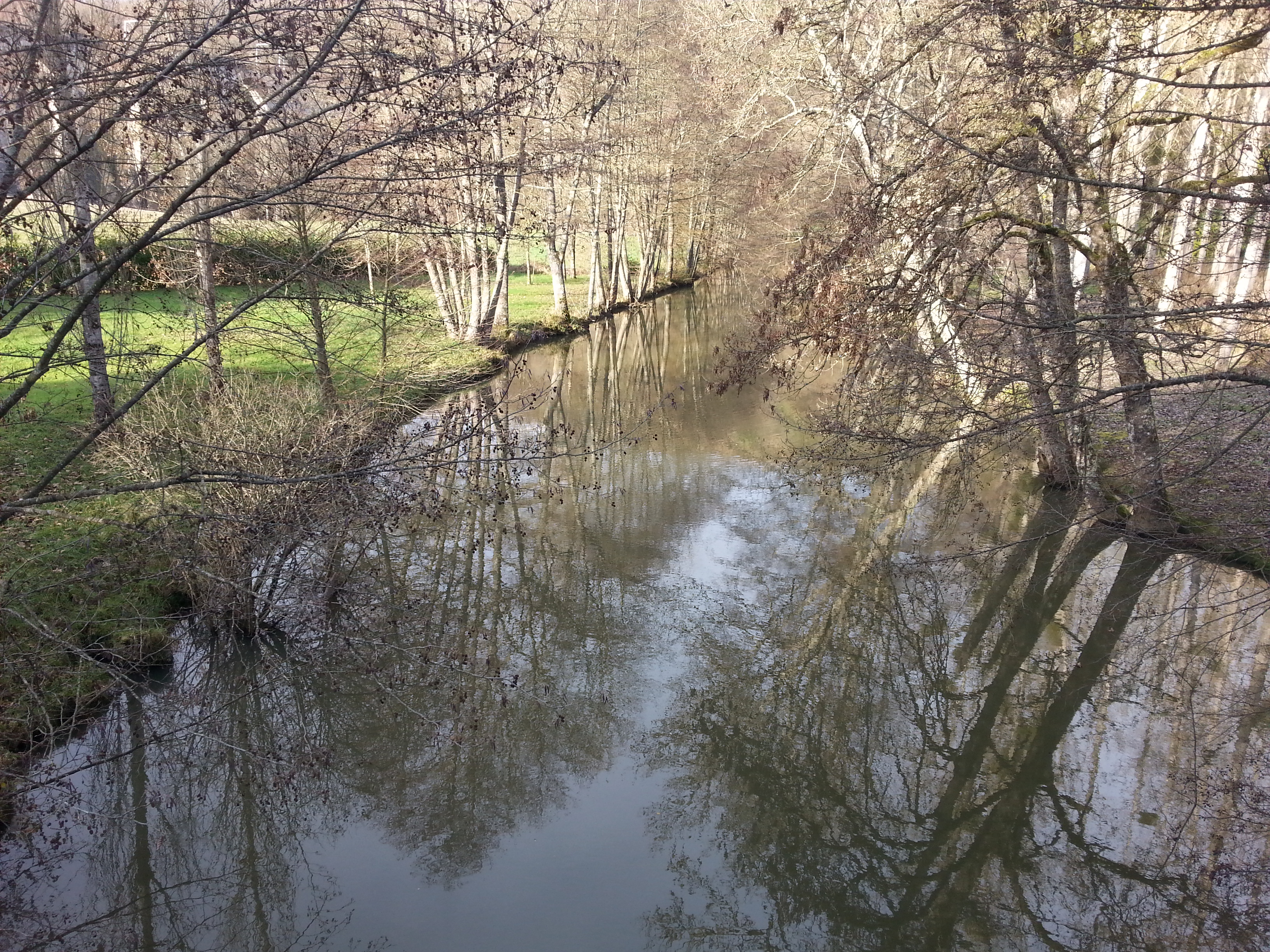
La rivière Bouzanne en direction de son confluent en 2014.
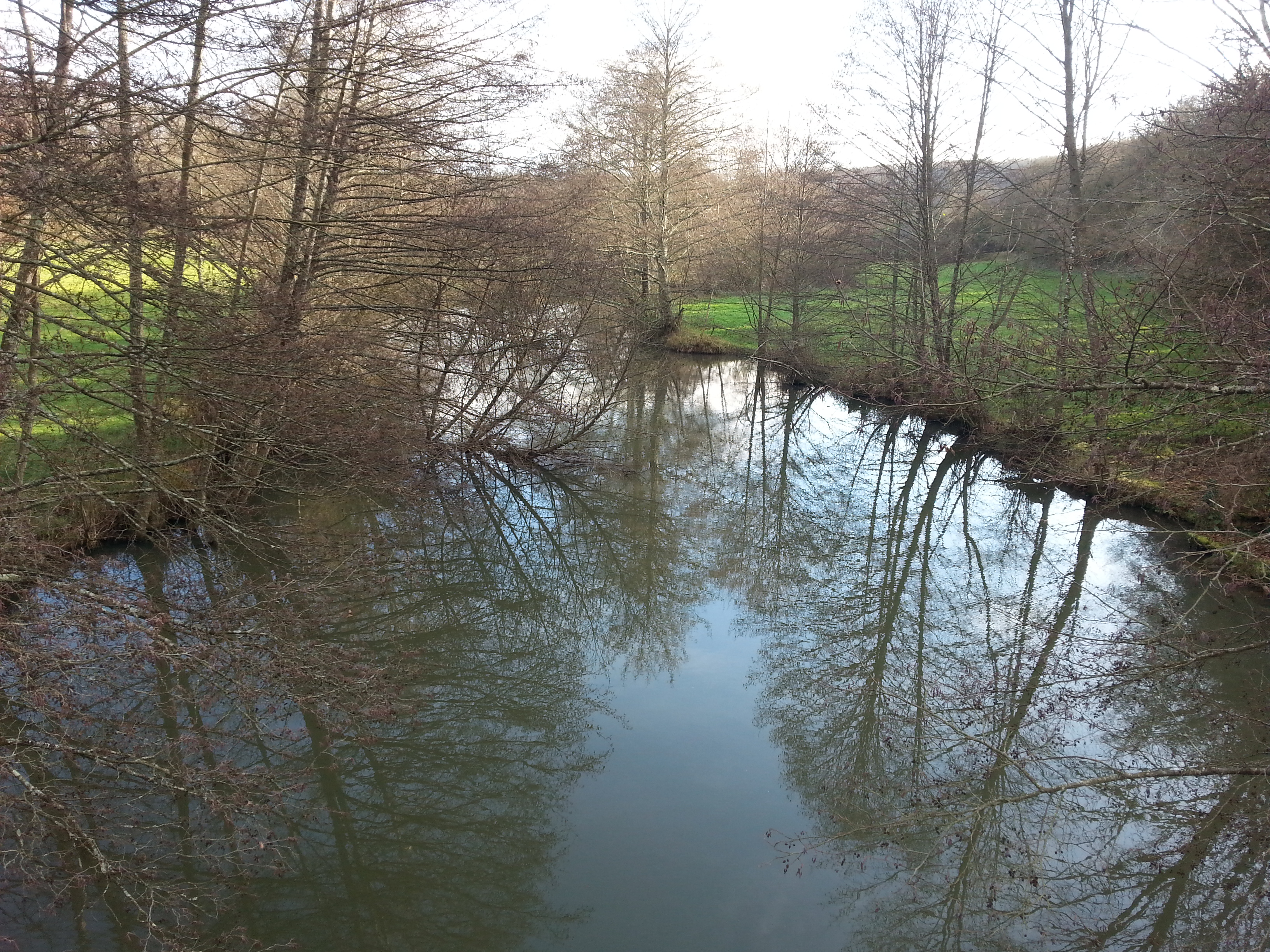
La rivière Bouzanne en direction de Tendu en 2014.

### Climat
Pour des articles plus généraux, voir Climat du Centre-Val de Loire et Climat de l'Indre.
En 2010, le climat de la commune est de type climat océanique dégradé des plaines du Centre et du Nord, selon une étude du CNRS s'appuyant sur une série de données couvrant la période 1971-2000. En 2020, Météo-France publie une typologie des climats de la France métropolitaine dans laquelle la commune est exposée à un climat océanique altéré et est dans la région climatique Centre et contreforts nord du Massif Central, caractérisée par un air sec en été et un bon ensoleillement.
Pour la période 1971-2000, la température annuelle moyenne est de 11,8 °C, avec une amplitude thermique annuelle de 15,5 °C. Le cumul annuel moyen de précipitations est de 790 mm, avec 11,9 jours de précipitations en janvier et 7,3 jours en juillet. Pour la période 1991-2020, la température moyenne annuelle observée sur la station météorologique de Météo-France la plus proche, « Éguzon », sur la commune d'Éguzon-Chantôme à 22 km à vol d'oiseau, est de 12,1 °C et le cumul annuel moyen de précipitations est de 934,4 mm,. Pour l'avenir, les paramètres climatiques de la commune estimés pour 2050 selon différents scénarios d'émission de gaz à effet de serre sont consultables sur un site dédié publié par Météo-France en novembre 2022.

### Voies de communication et transports
Le territoire communal est desservi par les routes départementales : 1, 100 et 927.
La ligne des Aubrais - Orléans à Montauban-Ville-Bourbon passe par le territoire communal, une gare (peu desservie) dessert la commune. L'autre gare ferroviaire la plus proche est la gare d'Argenton-sur-Creuse, à 5 km, sur cette ligne.
Le Pont-Chrétien-Chabenet est desservie par la ligne N du Réseau de mobilité interurbaine.
L'aéroport le plus proche est l'aéroport de Châteauroux-Centre, à 34 km.
Le territoire communal est traversé par la voie verte des Vallées. Tous les départs des sentiers de randonnées locaux sont « Place de Verdun » au Pont-Chrétien où un plan décrit les parcours proposés aux randonneurs. Parmi eux il y en a le long de la Bouzanne.

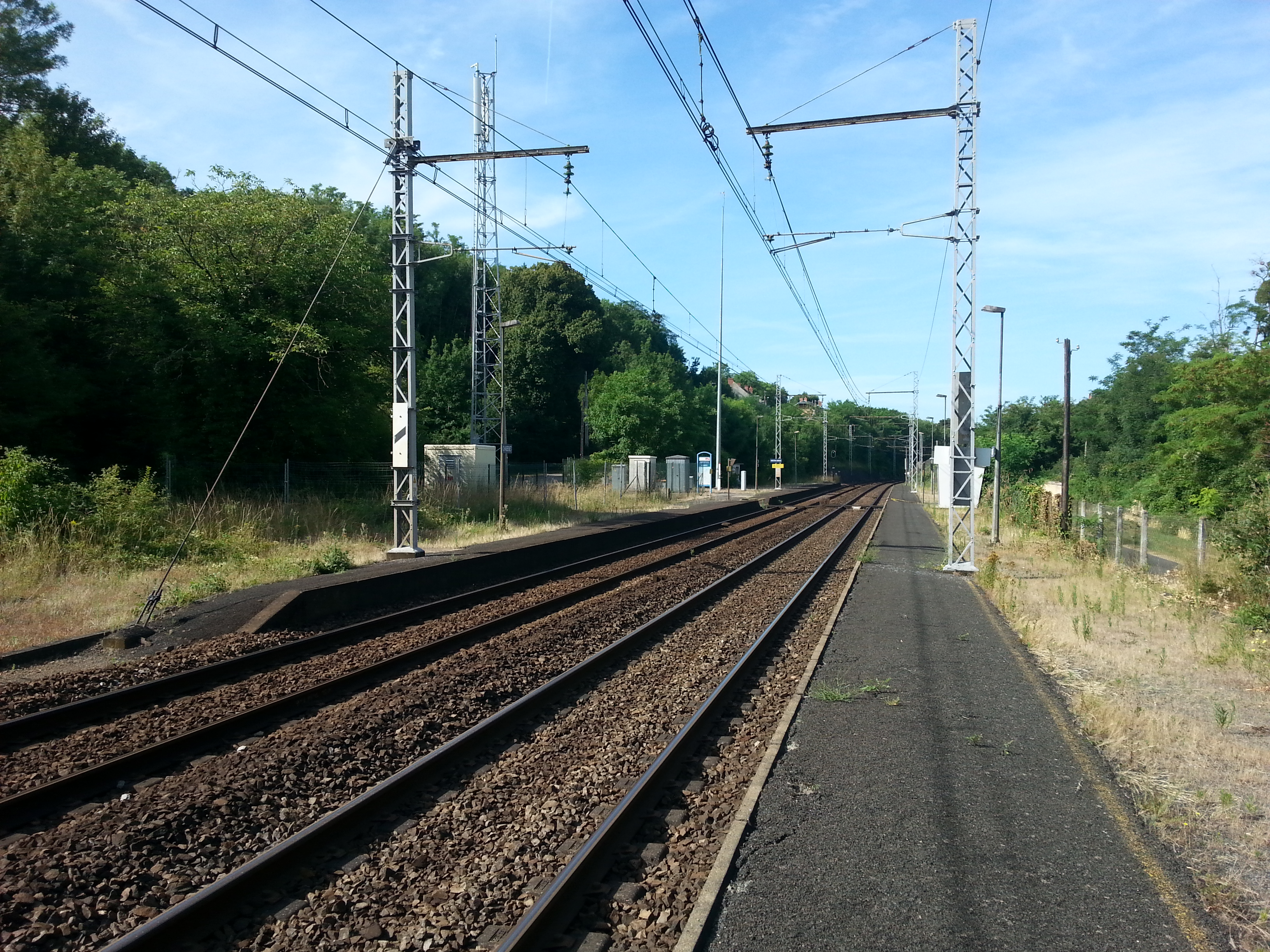
La gare de Chabenet en 2015.

## Urbanisme

### Typologie
Au 1er janvier 2024, Le Pont-Chrétien-Chabenet est catégorisée commune rurale à habitat dispersé, selon la nouvelle grille communale de densité à sept niveaux définie par l'Insee en 2022.
Elle est située hors unité urbaine. Par ailleurs la commune fait partie de l'aire d'attraction de Châteauroux, dont elle est une commune de la couronne,. Cette aire, qui regroupe 71 communes, est catégorisée dans les aires de 50 000 à moins de 200 000 habitants,.

### Occupation des sols
L'occupation des sols de la commune, telle qu'elle ressort de la base de données européenne d’occupation biophysique des sols Corine Land Cover (CLC), est marquée par l'importance des territoires agricoles (63,5 % en 2018), une proportion sensiblement équivalente à celle de 1990 (63,3 %). La répartition détaillée en 2018 est la suivante : 
terres arables (36,1 %), forêts (26,3 %), prairies (20,5 %), zones urbanisées (10,1 %), zones agricoles hétérogènes (7 %). L'évolution de l’occupation des sols de la commune et de ses infrastructures peut être observée sur les différentes représentations cartographiques du territoire : la carte de Cassini (XVIIIe siècle), la carte d'état-major (1820-1866) et les cartes ou photos aériennes de l'IGN pour la période actuelle (1950 à aujourd'hui).

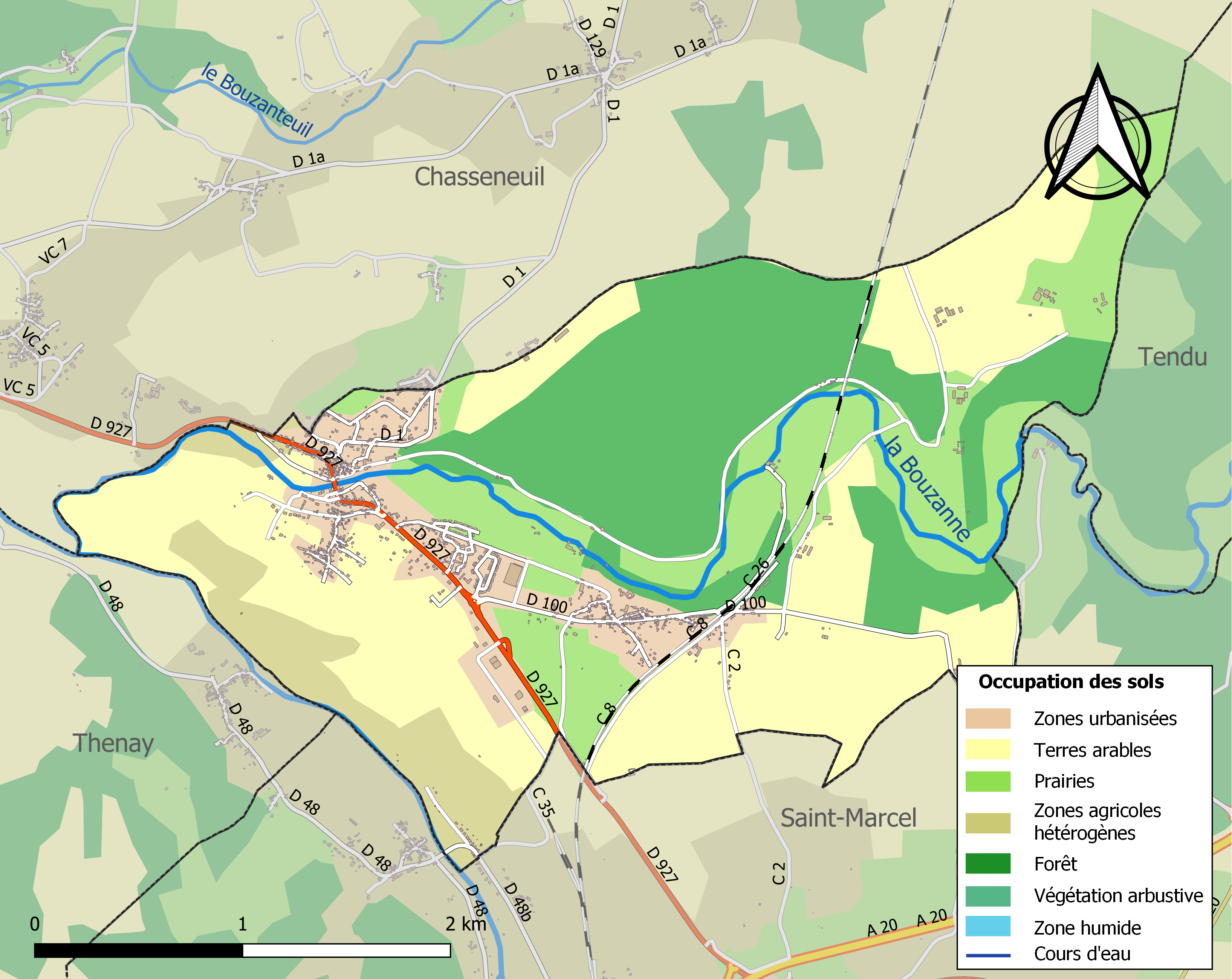
Carte des infrastructures et de l'occupation des sols de la commune en 2018 (CLC).

### Logement
Le tableau ci-dessous présente le détail du secteur des logements de la commune :
| Date du relevé                                              | 2013   |
| Nombre total de logements                                   | 571    |
| Résidences principales                                      | 77,2 % |
| Résidences secondaires                                      | 13,3 % |
| Logements vacants                                           | 9,5 %  |
| Part des ménages propriétaires de leur résidence principale | 64,2 % |

### Risques majeurs
Le territoire de la commune duPont-Chrétien-Chabenet est vulnérable à différents aléas naturels : météorologiques (tempête, orage, neige, grand froid, canicule ou sécheresse), inondations, feux de forêts et séisme (sismicité faible). Il est également exposé à un risque technologique, la rupture d'un barrage. Un site publié par le BRGM permet d'évaluer simplement et rapidement les risques d'un bien localisé soit par son adresse soit par le numéro de sa parcelle.

#### Risques naturels
Certaines parties du territoire communal sont susceptibles d’être affectées par le risque d’inondation par débordement de cours d'eau, notamment la Bouzanne et la Creuse. La commune a été reconnue en état de catastrophe naturelle au titre des dommages causés par les inondations et coulées de boue survenues en 1982, 1999, 2006, 2008 et 2016,.
Pour anticiper une remontée des risques de feux de forêt et de végétation vers le nord de la France en lien avec le dérèglement climatique, les services de l’État en région Centre-Val de Loire (DREAL, DRAAF, DDT) avec les SDIS ont réalisé en 2021 un atlas régional du risque de feux de forêt, permettant d’améliorer la connaissance sur les massifs les plus exposés. La commune, étant pour partie dans le massif de Luzeraize, est classée au niveau de risque 4, sur une échelle qui en comporte quatre (1 étant le niveau maximal).

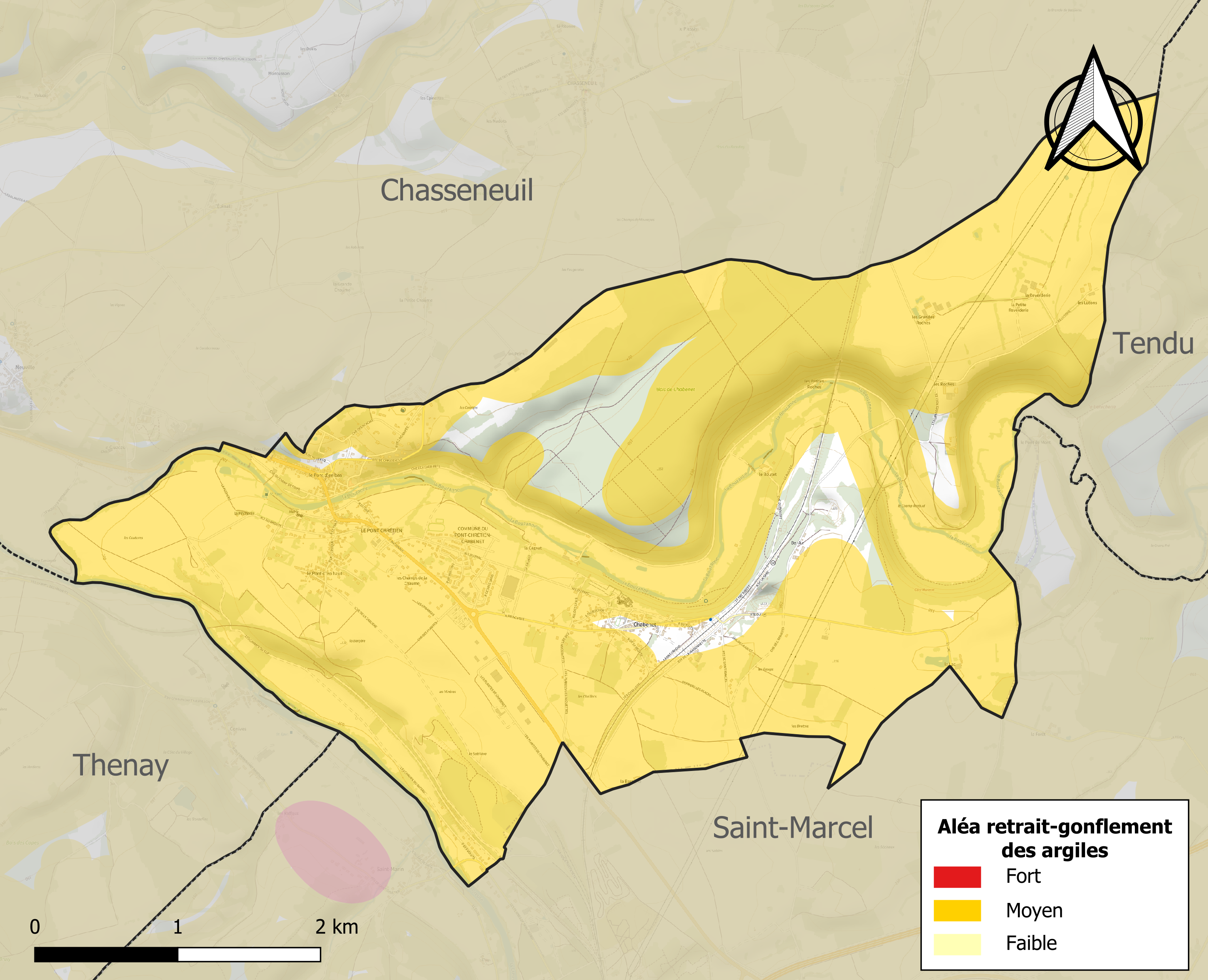
Carte des zones d'aléa retrait-gonflement des sols argileux duPont-Chrétien-Chabenet.

Le retrait-gonflement des sols argileux est susceptible d'engendrer des dommages importants aux bâtiments en cas d’alternance de périodes de sécheresse et de pluie. 91 % de la superficie communale est en aléa moyen ou fort (84,7 % au niveau départemental et 48,5 % au niveau national). Sur les 559 bâtiments dénombrés sur la commune en 2019, 493 sont en aléa moyen ou fort, soit 88 %, à comparer aux 86 % au niveau départemental et 54 % au niveau national. Une cartographie de l'exposition du territoire national au retrait gonflement des sols argileux est disponible sur le site du BRGM,.
Concernant les mouvements de terrains, la commune a été reconnue en état de catastrophe naturelle au titre des dommages causés par la sécheresse en 1989, 2016, 2018 et 2019 et par des mouvements de terrain en 1999.

#### Risques technologiques
La commune est en outre située en aval du Barrage d'Éguzon, de classe A et faisant l'objet d'un PPI, mis en eau en 1926, d’une hauteur de 58 mètres et retenant un volume de 57,3 millions de mètres cubes. À ce titre elle est susceptible d’être touchée par l’onde de submersion consécutive à la rupture de cet ouvrage.

## Toponymie
Le 6 juillet 1957 le conseil municipal délibérait, en voici le compte rendu : Des recherches faites par la municipalité, et notamment par M.Montès, auprès de Mlle Enjobras, bibliothécaire municipale de Châteauroux et de M.Duplay spécialiste des noms des localités de la région, et de M. l'archiviste en chef du département de l'Indre, il résulte que le terme de Pontcabanois conseillé par ces personnalités puisse être adopté. Après en avoir délibéré le conseil municipal décide que le nom officiel des habitants de la commune sera désormais Pontcabanois.
Ses habitants sont appelés les Pontcabanois.

## Histoire
Toutes les époques sont représentées sur le territoire de la commune avec le Paléolithique (12 000 ans) avec une station de taille micro-burins découverte en 1966 au confluent de la Bouzanne et de la Creuse a été découverte. À l'époque gallo-romaine au IIIe siècle, elle est traversée par trois voies romaines importantes, celle de Poitiers à Lyon au Pont d’en haut - moulin d’Entraigues, le Cluzeau, celle allant d'Orléans à Clermont-Ferrand à côté de l’église, et celle d'Auxerre à Bordeaux au Pont de Mont.
Au Moyen Âge, Éléonore d'Aquitaine, répudiée par Louis VII, se marie à Henri Plantagenêt (1137) et devient reine d’Angleterre. La Bouzanne devient frontière et 14 châteaux s’édifieront sur ses rives. À la Renaissance la gabelle (impôt sur le sel) partage la France en deux, la Creuse en est une des frontières.
Chabenet est le fief médiéval de la Famille de Chabenat qui fut anoblie après avoir offert deux échevins à la Ville de Bourges au XVIe siècle. Cette famille compta plusieurs Conseillers du roi et des Introducteurs des ambassadeurs et des Princes étrangers durant l'Ancien Régime.
Rattachée à la commune de Saint-Marcel de 1790 à 1912, elle n’est commune que depuis cette date. Son premier maire fut Thomas Baronnet ; elle regroupe deux villages Chabenet et Le Pont-Chrétien.
La commune fut aussi rattaché du 27 décembre 1993 au 31 décembre 2016 à la communauté de communes du pays d'Argenton-sur-Creuse.

## Politique et administration
La commune dépend de l'arrondissement de Châteauroux, du canton d'Argenton-sur-Creuse, de la deuxième circonscription de l'Indre et de la communauté de communes Éguzon - Argenton - Vallée de la Creuse.
Elle dispose d'une agence postale communale.
| Période                                  | Période   | Identité            | Étiquette          | Qualité                       |
| ---------------------------------------- | --------- | ------------------- | ------------------ | ----------------------------- |
| 1944                                     | mai 1953  | Raoul Lasnier       | ?                  | ?                             |
| mai 1953                                 | 1954      | Leon Lamort         | ?                  | Minotier                      |
| mars 1959                                | 1960      | Louis Gaultier      | ?                  | ?                             |
| 1960                                     | mars 1989 | Raymond Lamort      | ?                  | ?                             |
| mars 1989                                | mars 2008 | Pierre Fomproix     | DVG                | Cadre SNCF                    |
| mars 2008                                | mars 2014 | Yves Jaquet         | ?                  | Retraité                      |
| mars 2014                                | 2020      | Pierre Fomproix     | DVG                | Retraité                      |
| 2020                                     | En cours  | Guillaume Chaussemy | NUPES puis L'Après | Directeur Régional des Ventes |
| Les données manquantes sont à compléter. |           |                     |                    |                               |

## Population et société

### Démographie
L'évolution du nombre d'habitants est connue à travers les recensements de la population effectués dans la commune depuis 1921. Pour les communes de moins de 10 000 habitants, une enquête de recensement portant sur toute la population est réalisée tous les cinq ans, les populations de référence des années intermédiaires étant quant à elles estimées par interpolation ou extrapolation. Pour la commune, le premier recensement exhaustif entrant dans le cadre du nouveau dispositif a été réalisé en 2008.

En 2022, la commune comptait 934 habitants, en évolution de +1,3 % par rapport à 2016 (Indre : −3 %, France hors Mayotte : +2,11 %).
| 1921 | 1926 | 1931 | 1936 | 1946 | 1954 | 1962 | 1968 | 1975 |
| ---- | ---- | ---- | ---- | ---- | ---- | ---- | ---- | ---- |
| 703  | 757  | 687  | 655  | 703  | 669  | 669  | 814  | 813  |

| 1982 | 1990 | 1999 | 2006 | 2008 | 2013 | 2018 | 2022 | - |
| ---- | ---- | ---- | ---- | ---- | ---- | ---- | ---- | - |
| 902  | 879  | 880  | 932  | 946  | 924  | 928  | 934  | - |

### Enseignement
La commune dépend de la circonscription académique de La Châtre.

### Manifestations culturelles et festivités
Chaque année, la « foire du Pont » a lieu le 5 novembre et dont l'origine remonterait au XIIIe siècle. Chaumeau, dans l'histoire du Berry de 1566, la cite comme l'une des cinq foires de la seigneurie d'Argenton.

### Médias
La commune est couverte par les médias suivants : La Nouvelle République du Centre-Ouest, Le Berry républicain, L'Écho - La Marseillaise, La Bouinotte, Le Petit Berrichon, L'Écho du Berry, France 3 Centre-Val de Loire, Berry Issoudun Première, Vibration, Forum, France Bleu Berry et RCF en Berry.

## Économie
La commune se situe dans la zone d’emploi de Châteauroux et dans le bassin de vie d’Argenton-sur-Creuse.
La commune se trouve dans l'aire géographique et dans la zone de production du lait, de fabrication et d'affinage du fromage Valençay.
La ZAC des Plantes est située entre le bourg du Pont-Chrétien et le bourg de Chabenet, le long de la  RD 927. Sept établissements sont recensés sur le site. La commune compte cinq exploitations. Quatre sièges d'exploitation sont recensés par le RCA en 2000 (exploitations professionnelles de 100 har et plus). La superficie agricole utilisée est de 414 har, soit 44 % du territoire de la commune. Les terres agricoles sont constituées majoritairement de terres labourables. Parmi les commerces et artisans situés essentiellement le long de la rue nationale sont recensés : une imprimerie, un électricien, un maçon, un coiffeur, un boulanger, une épicerie, une menuiserie et un vannier.
Un camping est présent dans la commune. Il s'agit du camping municipal des Rives de la Bouzanne qui dispose de 50 emplacements.

## Culture locale et patrimoine

### Patrimoine

#### Château de Chabenet
Le château (inscrit MH en 1927) est relativement récent car construit sous Louis XI par Josselin Du Bois seigneur de Montmorillon durant la deuxième partie du XVe siècle. Il est terminé en 1471 date à laquelle des fossés larges de 8 toises (15,50 m car1 toise = 1,949 m) sont creusés par une entreprise de Saint-Gaultier. Formidable ouvrage il comprenait 14 tours et un donjon. En 1544 le petit-fils de Josselin, Jean Du Bois dit le Rouge enlève la fille du procureur des causes royales de Poitiers. Il est condamné à mort et se réfugie chez Aubert de Montjohan qui le cache. Profitant de la situation celui-ci acquiert le château. Pendant les guerres de Religion il appartient à la maison protestante Pierre de Buffiere. Ce château reste propriété protestante de 1585 à 1735. En 1635 il est partiellement démantelé par Richelieu. Il n'est pas vendu comme bien d’émigré en 1793 il est racheté en 1803 par la famille de Poix. Louis Thomas Benjamin comte de Poix le fait restaurer en 1850 puis le lègue à sa filleule Joséphine de Boisé. Ce domaine embrase près de 2 000 hectares et va de Chabenet à la Rocherolles. Il est acheté par M. Leclerc (charcutier), puis, en 1940 par M. Willem (industriel). M. Billon (années 1970 : enduction plastique), M. Marek (années 1980 : école de langues) qui le restaura, M. Petrau (années 1990 : produits paramédicaux) et enfin Hapimag (années 2000 : séjours de vacances).

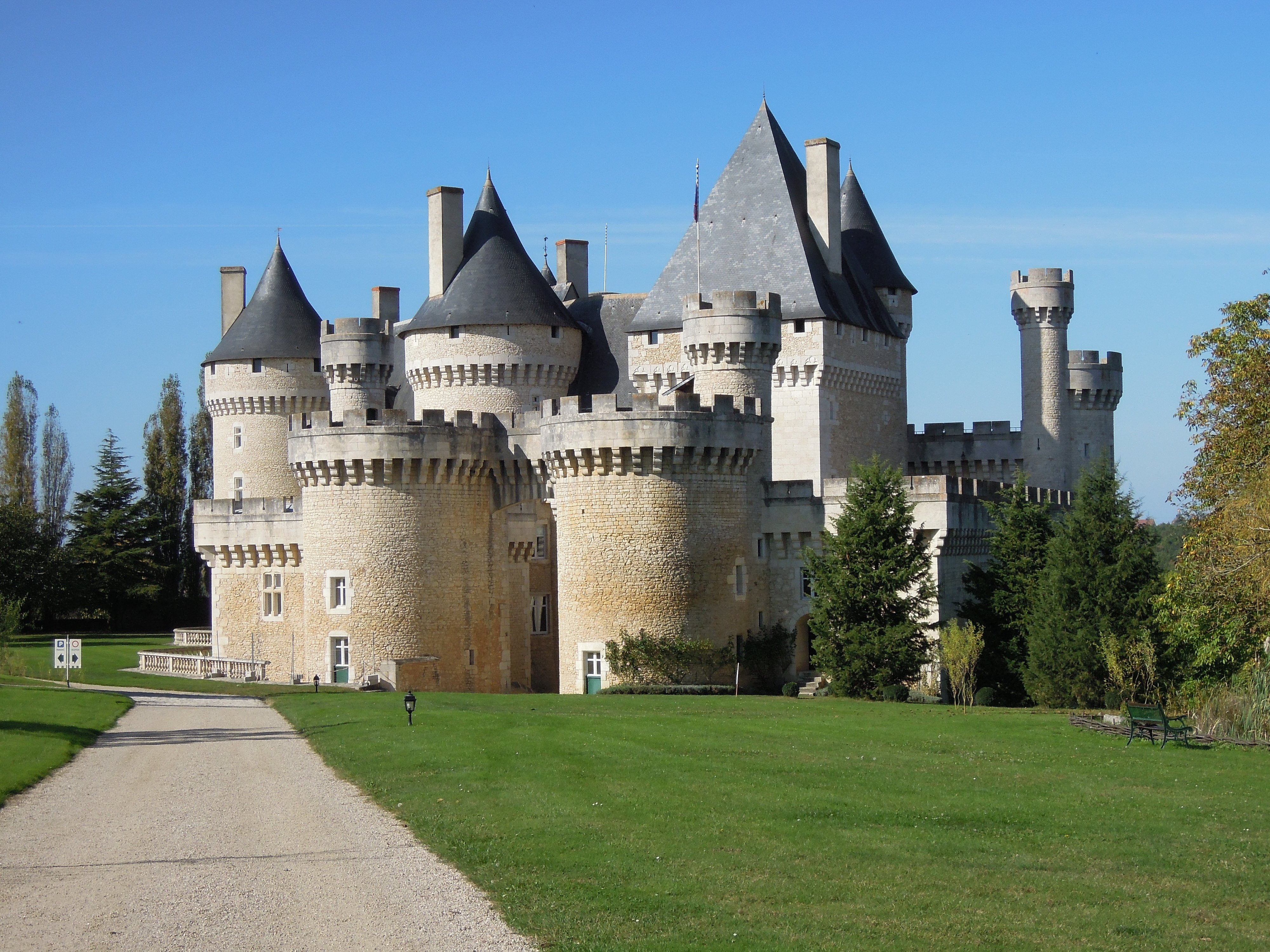
Le château en 2011.
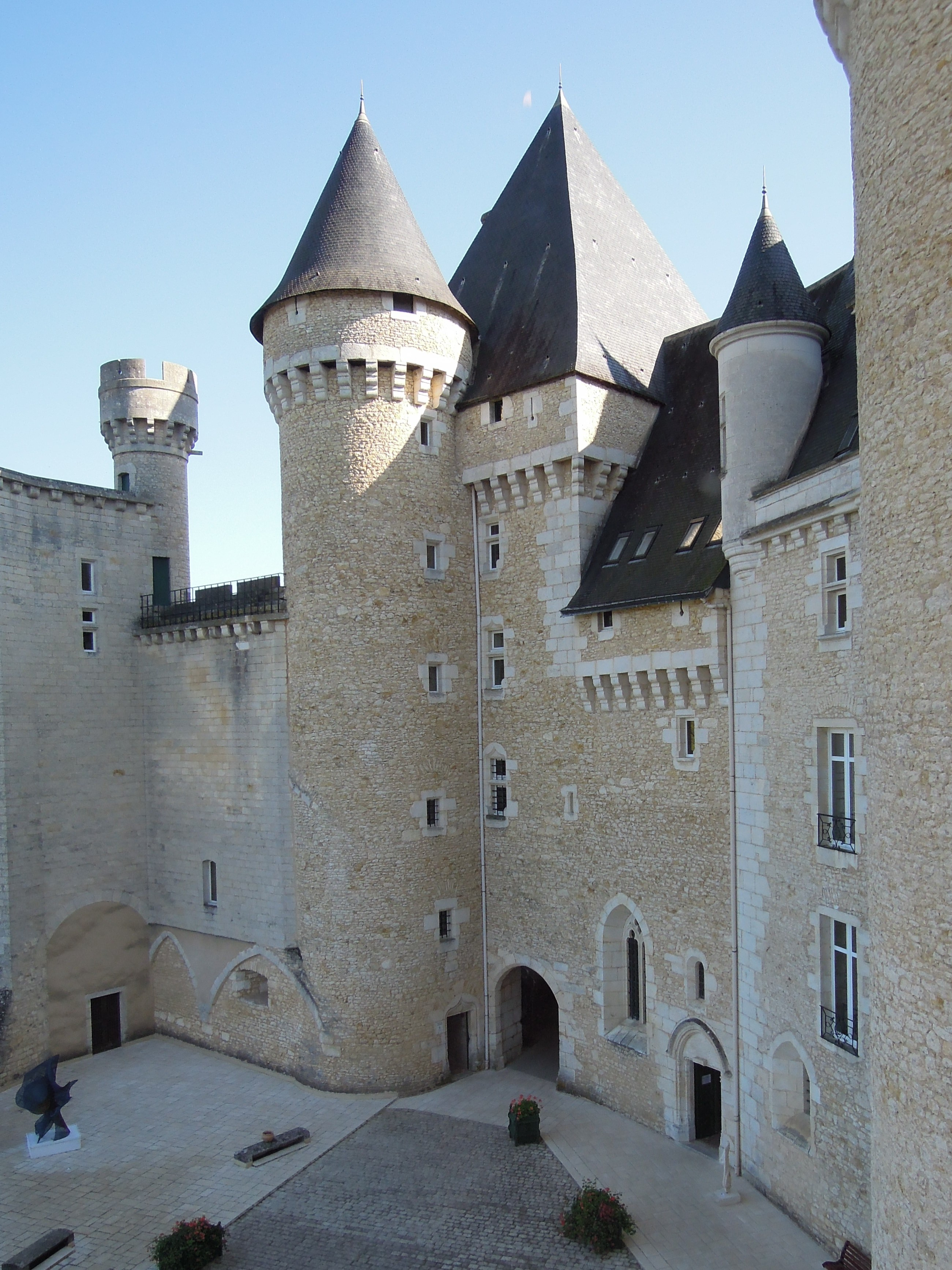
Le château en 2011.
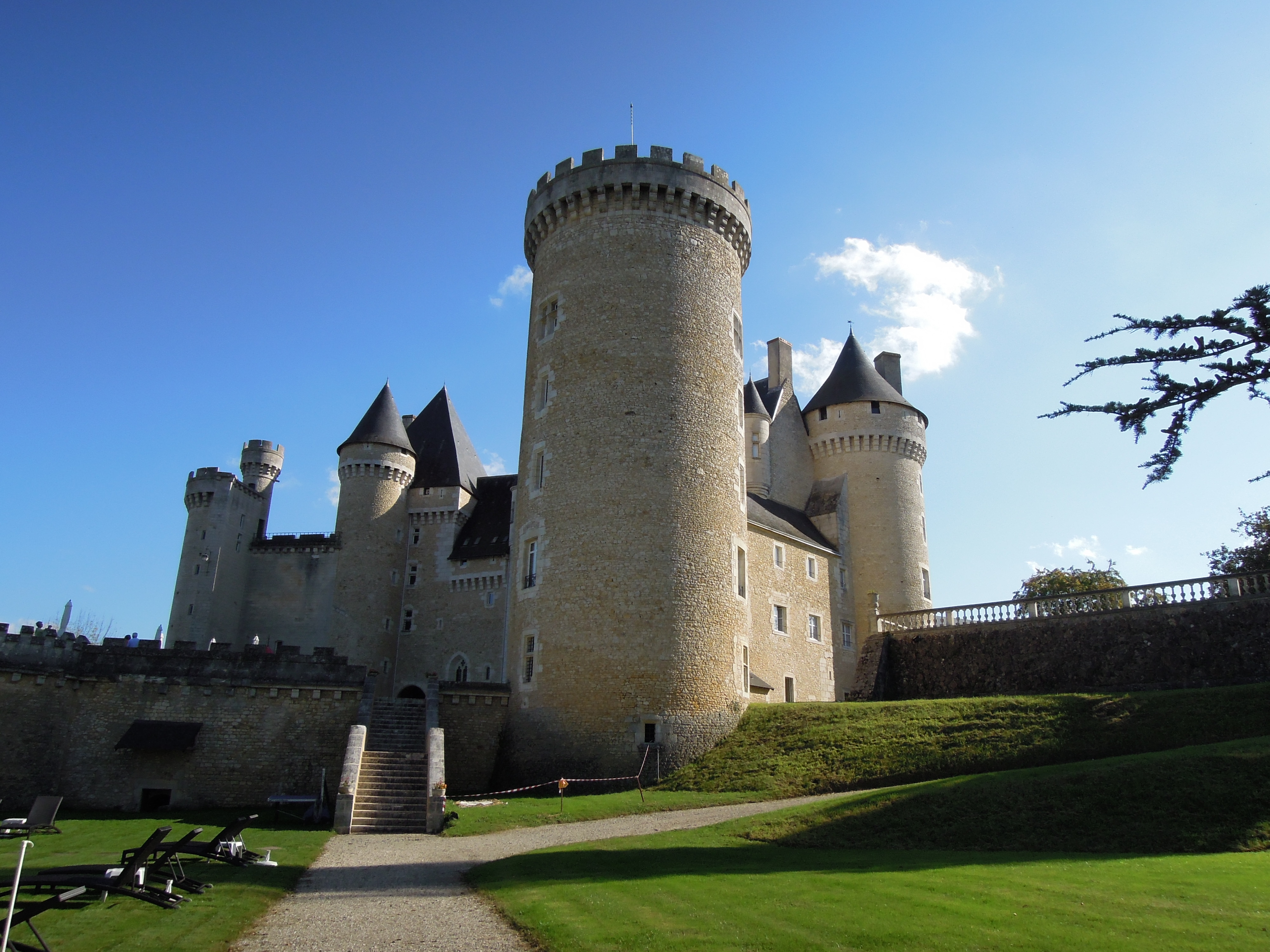
Le château en 2011.

#### Château du Petit Broutet
C'est une gentilhommière au Moyen Âge, il relevait de Chabenet de 1520 à 1790. Il appartient à la famille Du Bost, en 1794 puis fut vendu comme bien d’émigré à Jean Rivet. Après la Révolution, il est racheté par la famille du Bost qui le conserve jusqu’en 1869, puis fut acheté par M. Barault cultivateur qui le cède à sa fille mariée à un Poitrenaud. En 1898, il est vendu au baron Liebert de Nitray, puis en 1902, il devient la propriété de M. Gleyrose. En 1925 M. Vacher industriel l’achète et en 1929. À sa mort en 1958, c’est M. Ballereau diplomate qui en est le propriétaire. Son héritier Ballereau fils demande à M. Bouchetal, directeur chez Hachette, de le vendre et c’est ainsi que la commune en devient propriétaire et y installe la mairie.

#### Prieuré et église Notre-Dame
L'église Notre-Dame fut fondé par le seigneur d’Argenton et sous l’autorité de l’abbaye (inscrit MH en 1932) Saint-Gildas de Déols, il fut probablement créé à la fin du XIIe siècle. Le nom du village n’est pas forcément lié à l’implantation en ce lieu de la chapelle. Les traces les plus anciennes actuellement visibles sont des dernières années du XIIe siècle ; le style en est gothique primitif bien que gardant quelques traces de caractère roman (fenêtre de la nef, modillons de la corniche du cœur, à l’intérieur deux travées de la nef). La guerre de Cent Ans et le manque d’entretien sont à l’origine de dégradations et du délabrement des édifices religieux. À la fin du XVe siècle d’importantes modifications sont apportées à la chapelle : la porte latérale d’accès à la nef, les fenêtres sud agrandies, le pignon séparant la nef du cœur abattu et le prieuré reconstruit. En 1850 le comte de Poix achète l’église et fait construire le clocher. De 1892 à 1894 Mlle Joséphine de Boisé héritière et nièce du comte de Poix reconstruit la façade ouest, agrandit la nef, construit l’abside et restaure la charpente et remplace les tuiles par des ardoises. L’église Notre-Dame est propriété de la commune depuis 1984. Les toits totalement refaits en 2001.

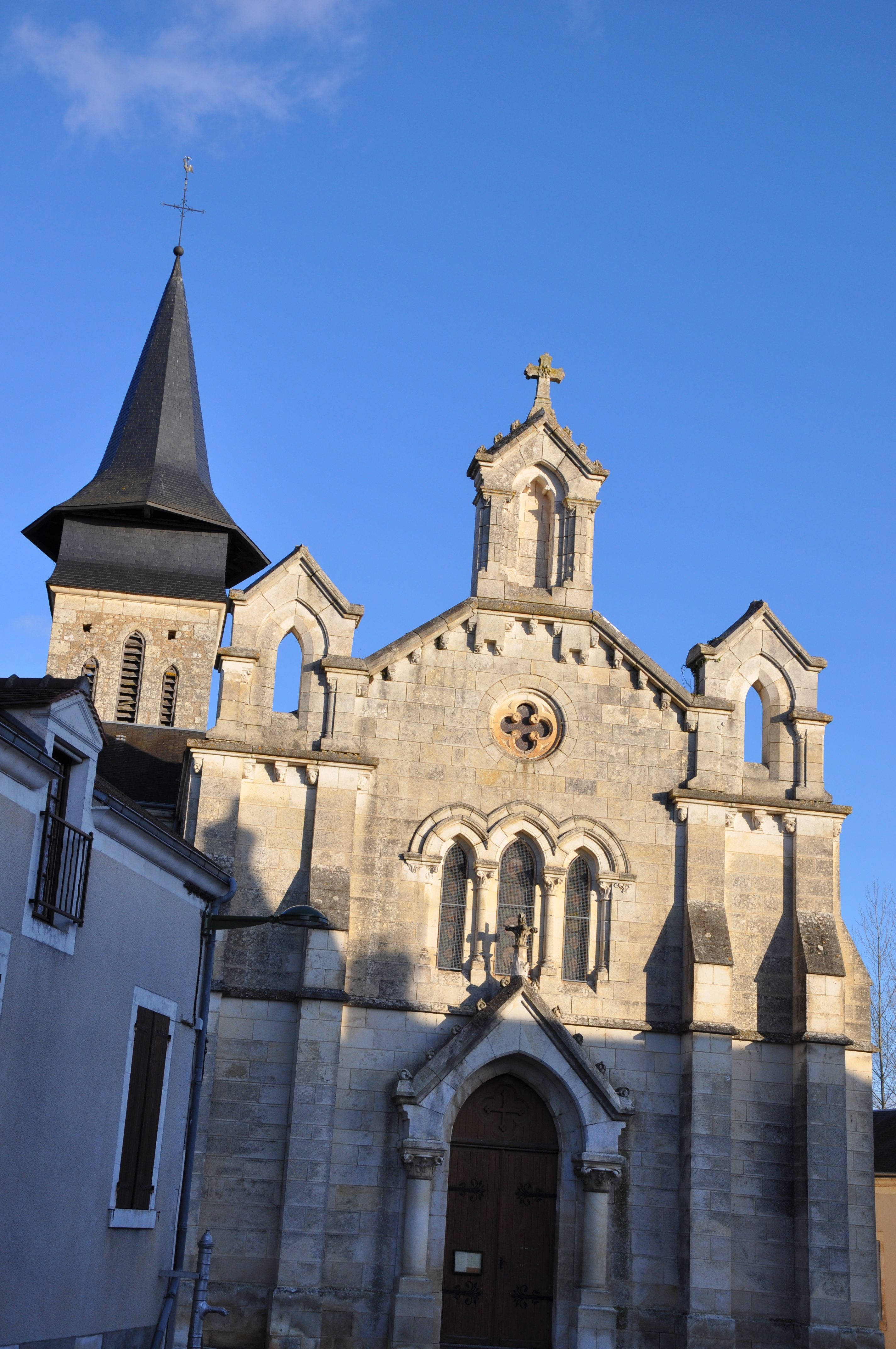
L'église en 2009.
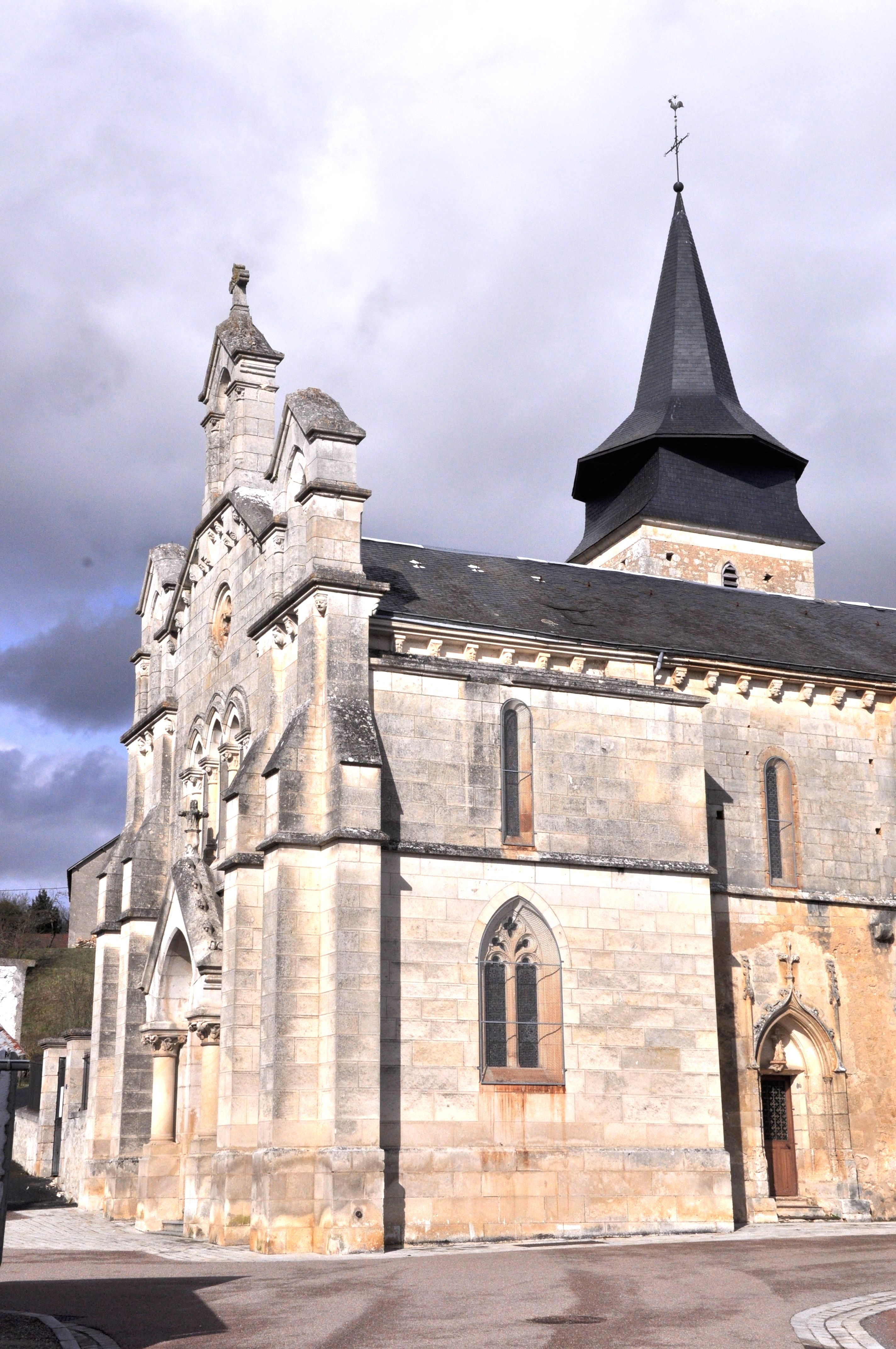
L'église en 2010.

#### Viaduc de la Bouzanne
Il fait suite à un tunnel de 1 040 m, ces ouvrages grandioses ont été construits de 1848 à 1853 pour prolonger la ligne de Paris à Orléans, jusqu’à Toulouse. Le viaduc comprend 13 arches de 20 m de large ; il est haut de 38 m. Pendant la guerre, bombardé mais manqué, la 4e arche fut dynamitée par le maquis. Tranchée, tunnel et remblai auraient pu être évités en faisant passer les voies par le petit vallon situé en amont de la rivière, à 1 km de l’église, on peut penser que le comte De Poix, important actionnaire de la compagnie du chemin de fer de Paris à Orléans, a fait revoir le tracé pour qu’il évite ses vignes et son château. Son wagon spécialement aménagé était stationné en gare de Chabenet.

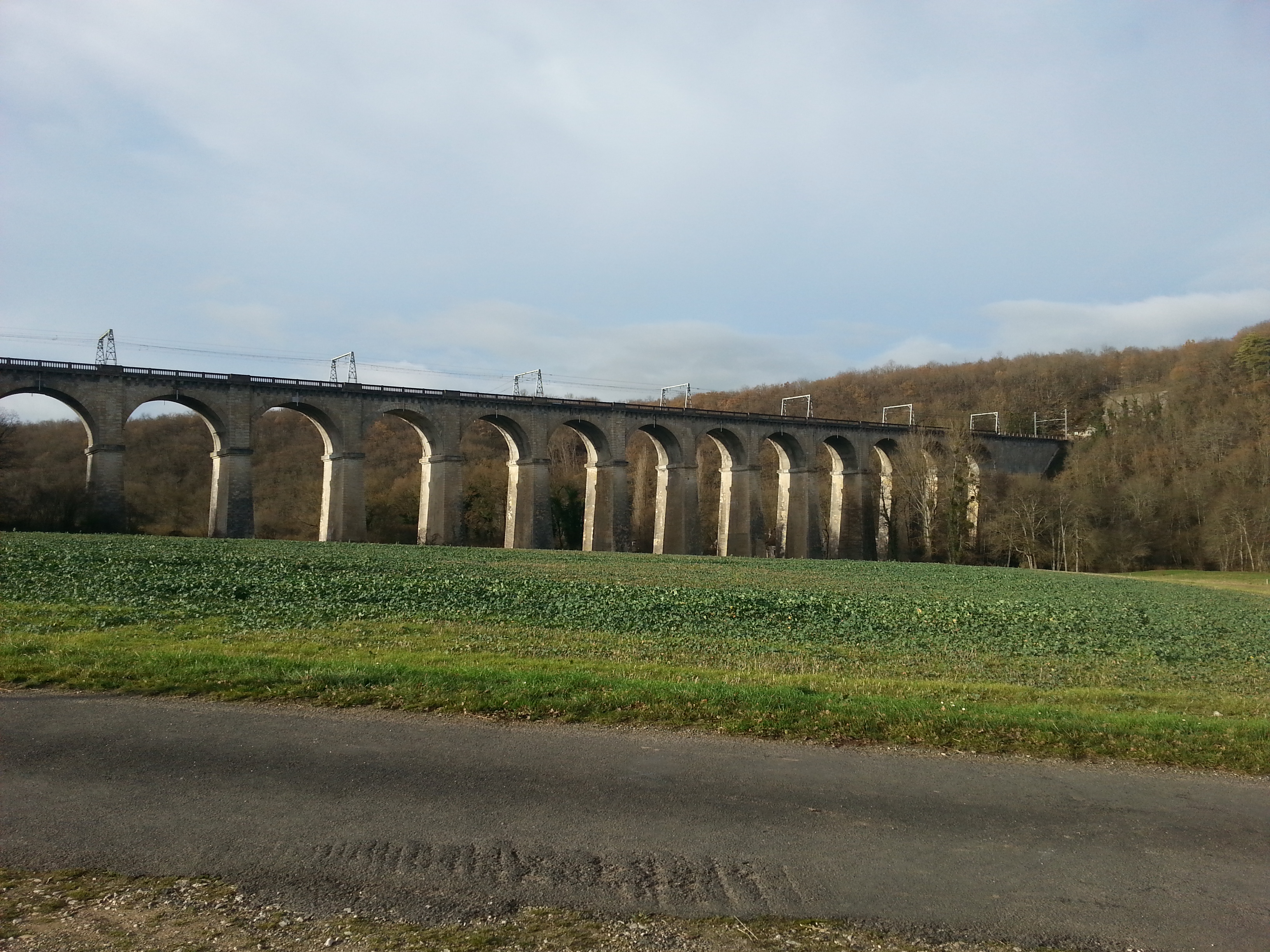
Le viaduc en 2014.
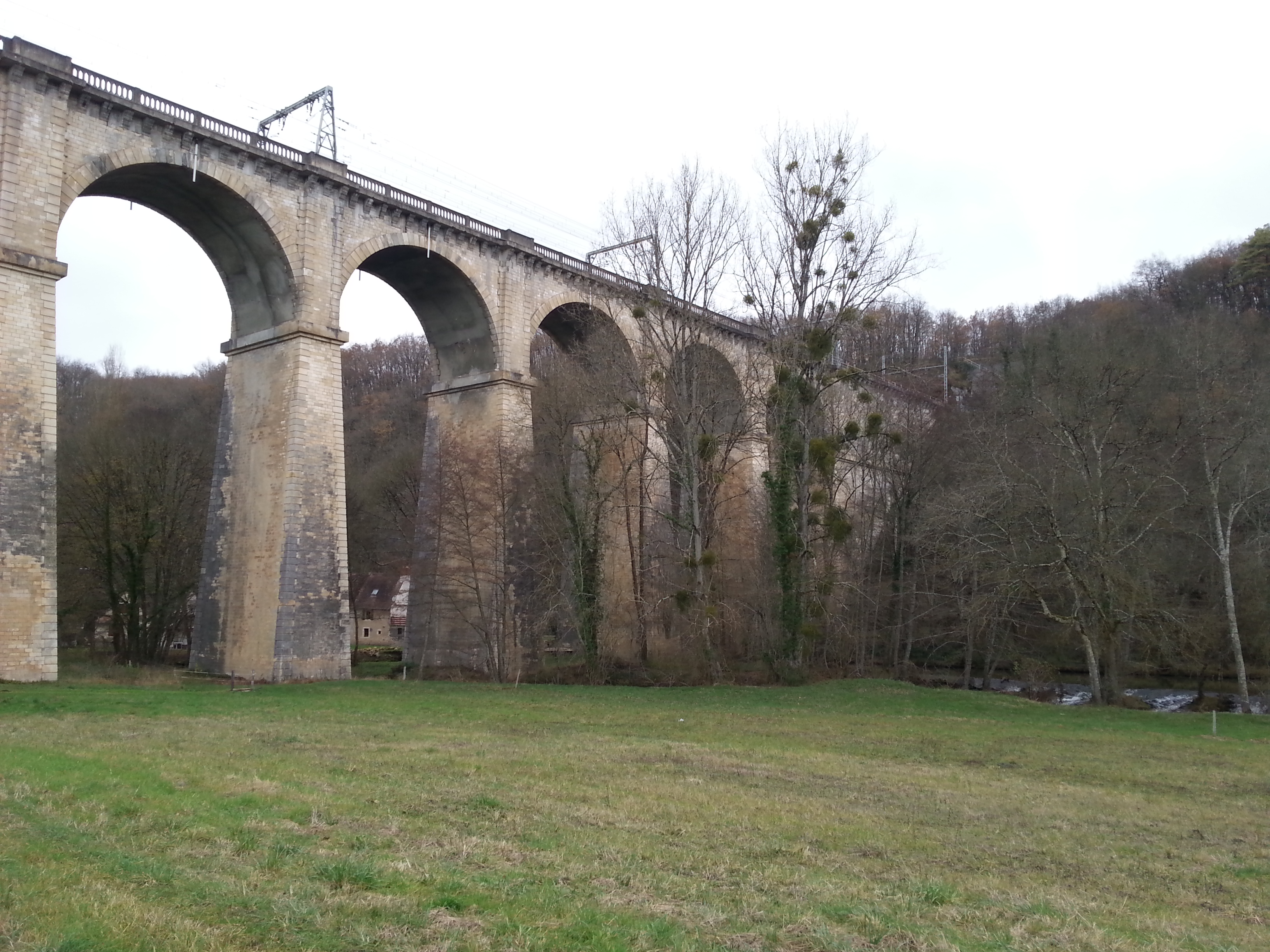
La partie nord du viaduc en 2014.
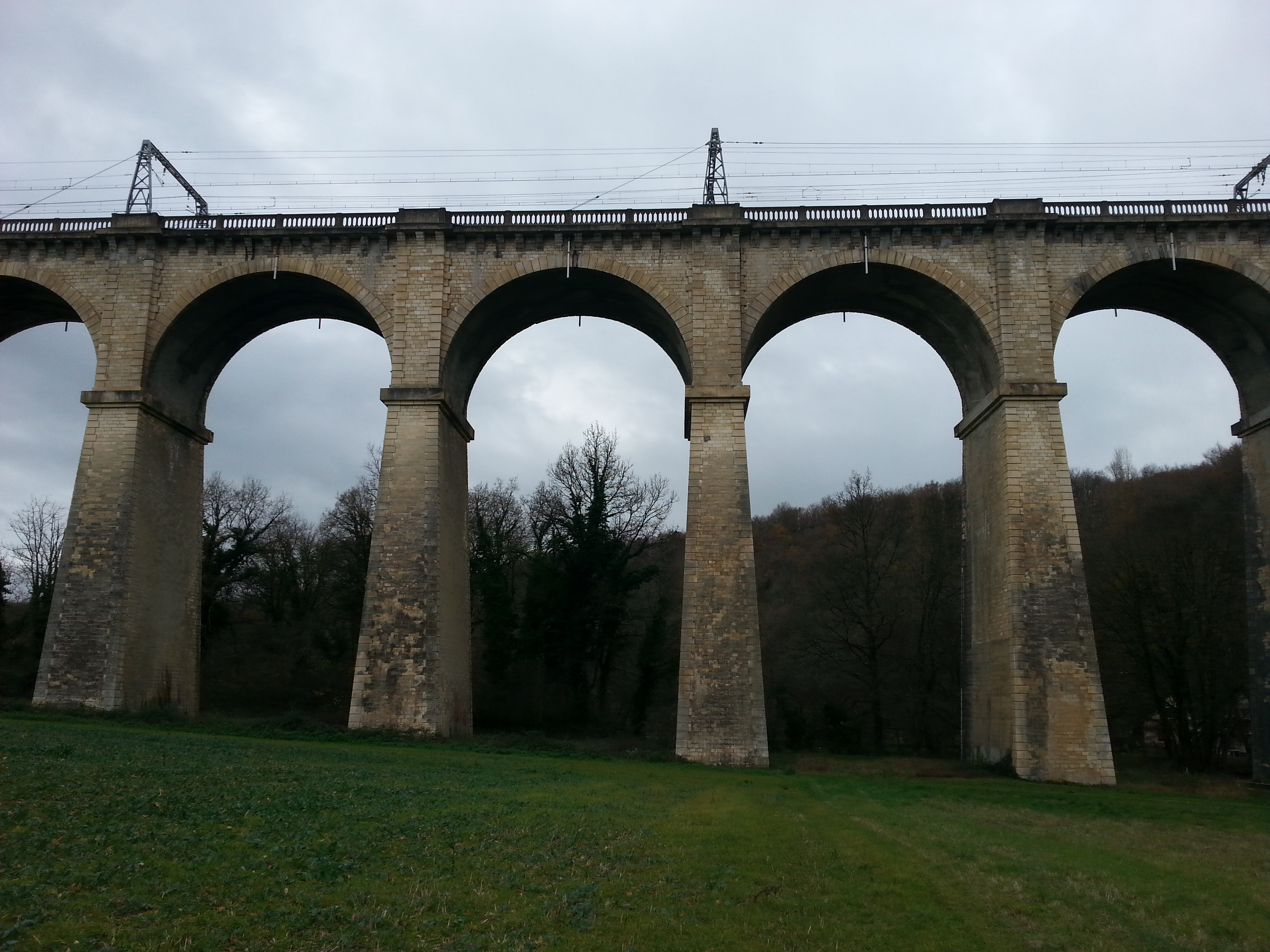
La partie centrale du viaduc en 2014.

#### Pont de bois couvert
Unique en France, classé monument historique le 20 juillet 1992, son origine est controversée. Son édification a été autorisée par la préfecture de l'Indre en 1855 à la suite d'une demande du comte de Poix, seigneur de Chabenet qui désirait réunir diverses propriétés situées de part et d'autre de la Bouzanne. Le pont a été restauré en 2001. À l’entrée de la grotte d’où une partie des pierres furent tirées pour la construction du viaduc, à gauche, les traces d’extraction de sarcophages.

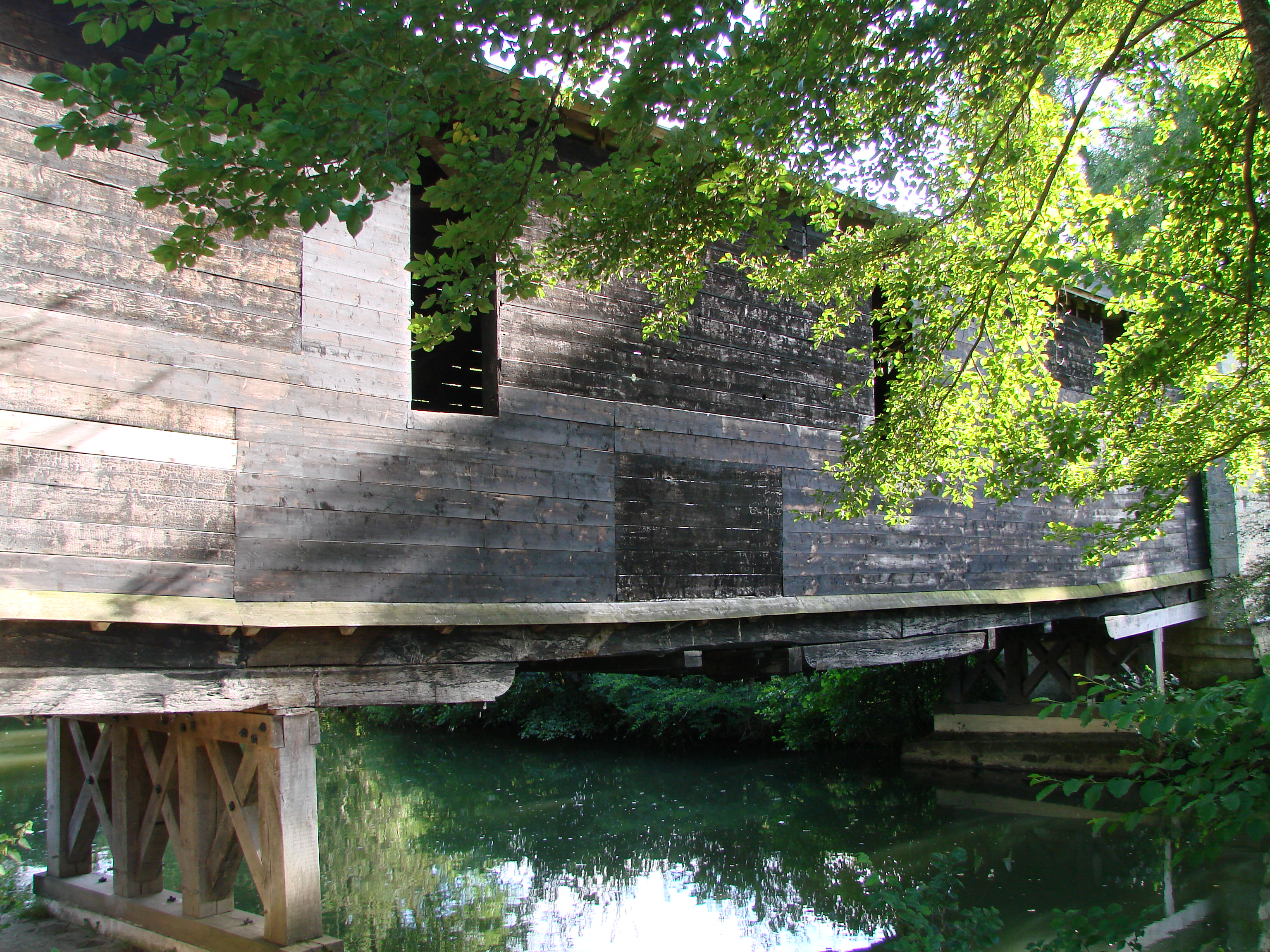
Le pont de bois en 2008.
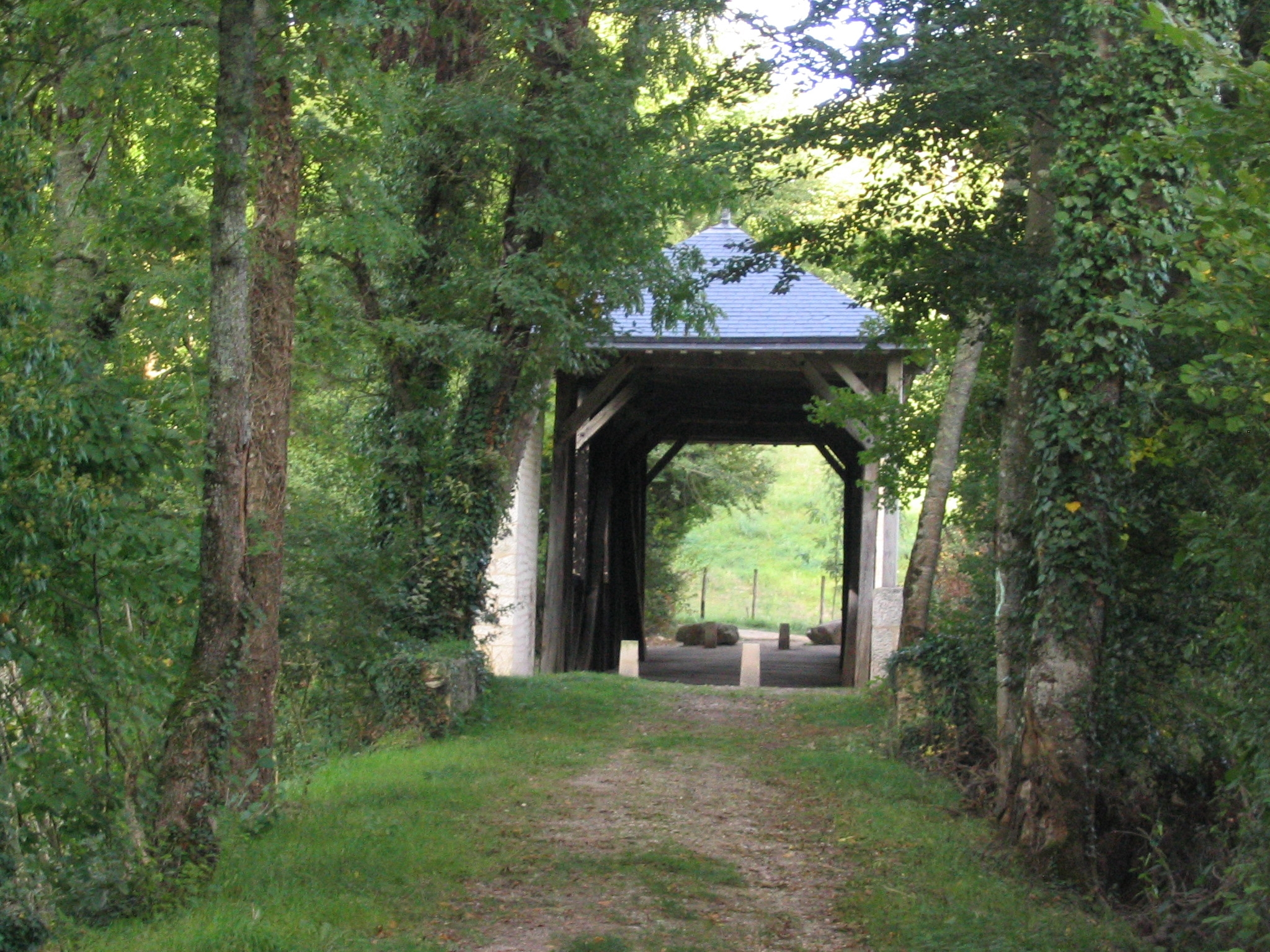
L’entrée du pont de bois en 2008.
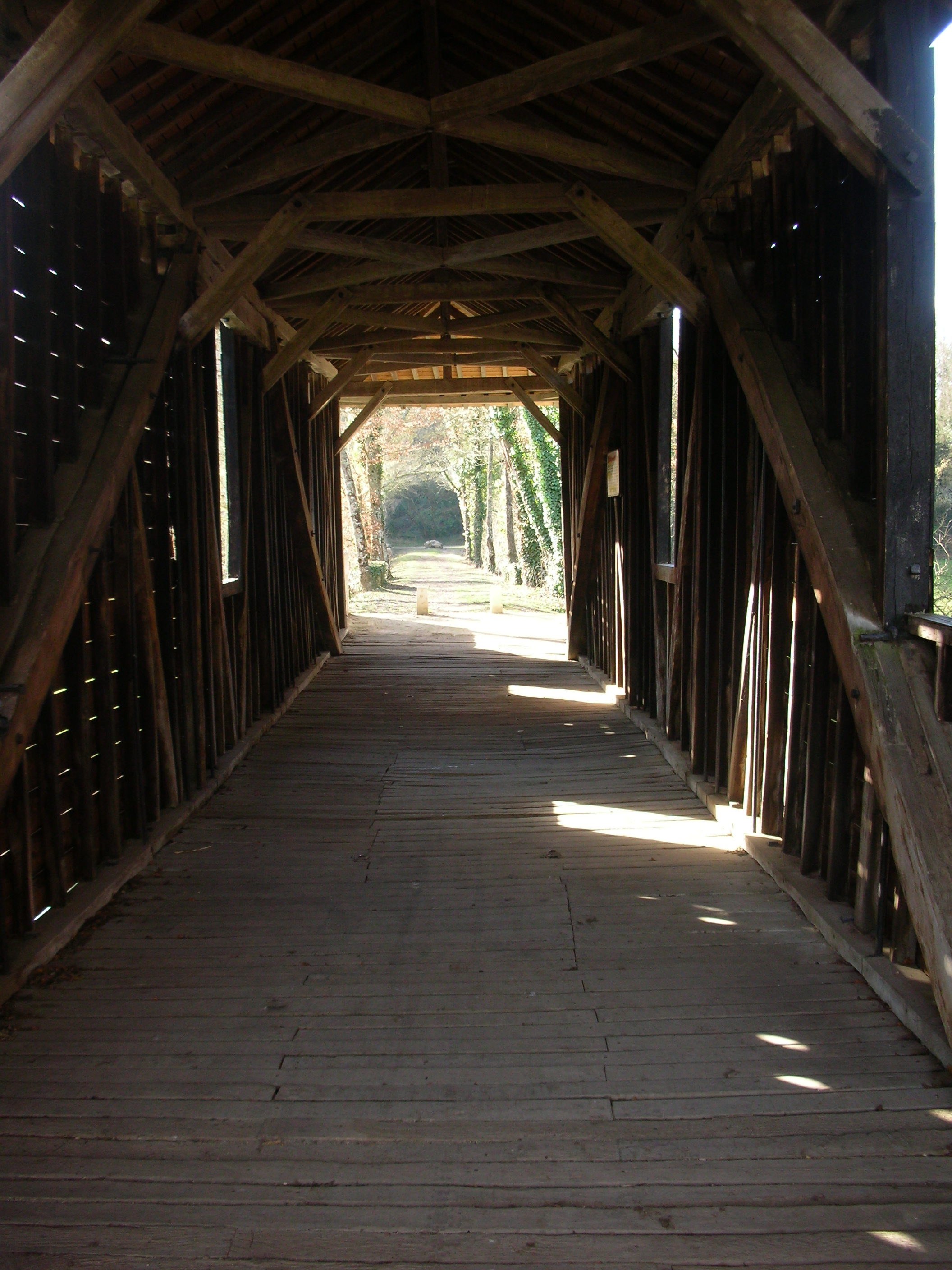
L’intérieur du pont de bois en 2008.

#### Moulin de Chabenet
C’est l’ancien moulin à grain du château dont la roue a été remplacée par une turbine au début du XXe siècle. On ne compte pas moins de 60 moulins sur la Bouzanne, soit en moyenne un moulin tous les 1,5 km. L’ancienne buanderie du château quelques centaines de mètres plus haut et le hangar à bateaux. La mécanique abritait une pompe à bélier qui permettait de remonter l’eau au château.

#### Moulin de Jappe-Renard
Le site de Japerenard (sic) est attesté en 1539, mais la première citation de ce moulin remonte à 1753. Il ne reste aucune trace du moulin, sinon l’emplacement du canal de dérivation et un seuil qui marque l’emplacement de l’ancien déversoir. Il était jadis établi à quelque 500 mètres en aval du moulin du Boutet, sur le site appelé localement : « les îlons à Vacher ». C’est avant le coude de la Bouzanne qui précède la grande nappe en contrebas du château de Chabenet.

#### Moulin du Boutet
Les bâtiments n’ont pas changé. Au cours des siècles il est passé de moulin à blé au XVIIIe siècle puis devient vers 1820 moulin à papier pour redevenir moulin à grain à la fin du XIXe siècle. Il arrêtera définitivement de moudre vers les années 1950.

#### Moulin des Petites Roches
C'est l’un des plus anciens sur la rivière puisqu’on en trouve mention en 1292 sous le nom de Molindinum de Ruppé. C’est en fait un double moulin puisque le canal d’amenée alimentait deux roues verticales indépendantes. Moulins à grain ils s’arrêtent de tourner en 1926.

#### Carrières
De nombreuses carrières jalonnent le cours de la Bouzanne. La pierre calcaire était utilisée pour fabriquer la chaux. Les fours à chaux dont nous pouvons encore voir les vestiges, nous rappellent une industrie florissante de la fin du XIXe siècle. Cependant la première excavation rencontrée, est l’un des deux centres carriers qui a fourni les pierres utilisées dans la construction d’Argentomagus (le deuxième étant au Pont de Bois).

### Personnalités liées à la commune
- Cléo de Mérode (1875-1966), danseuse.
- Louis Willème, chevalier de la Légion d'honneur, industriel fondateur de la société Willème championne du monde du camion poids lourd  (1960)[49],[50].
- Pierre Calame, ancien haut fonctionnaire de l'équipement.
- Jacques Cuinières, journaliste et photographe.

### Héraldique, logotype et devise
| Blason de Le Pont-Chrétien-Chabenet | Blason  | Écartelé, au premier d'azur au chevron d'or accompagné de trois groupes de trois carreaux du même, deux en chef ordonnés 2 et 1 et un en pointe mal ordonnés ; au second de gueules au chevron alésé d'or accompagné de trois glands versés du même ; au troisième de gueules à un cheval cabré de sable ; au quatrième d'azur au pont voûté d'une arche d'argent maçonné de sable, sommé d'une croix latine du même et posé sur une rivière aussi d'argent ondée de sable ; sur le tout d'argent à une fasce de cinq fusées et deux demies de gueules, au lambel à six pendants de même. |
| Blason de Le Pont-Chrétien-Chabenet | Détails | Le statut officiel du blason reste à déterminer. |